# Valentino Mastrozzi
Valentino Mastrozzi (né le 25 juillet 1729 à Terni, province de Terni, en Ombrie, alors dans les États pontificaux et mort le 13 mai 1809 à Rome) est un cardinal italien du XIXe siècle.

## Biographie
Valentino Mastrozzi exerce diverses fonctions au sein de la Curie romaine, notamment auprès de la Chambre apostolique et comme préfet des Annona.
Le pape Pie VII le crée cardinal lors du consistoire du 23 février 1801. Il est camerlingue du Collège des cardinaux en 1819 et 1820. 
Il participe au conclave de 1823 lors duquel Léon XII est élu pape.

### Source
- Fiche du cardinal Valentino Mastrozzi sur le site